# Сентервілл (Юта)
Сентервілл (англ. Centerville) — місто (англ. city) в США, в окрузі Девіс штату Юта. Населення — 16 884 особи (2020).

## Географія
Сентервілл розташований за координатами 40°55′35″ пн. ш. 111°53′0″ зх. д. / 40.92639° пн. ш. 111.88333° зх. д. (40.926281, -111.883399).  За даними Бюро перепису населення США в 2010 році місто мало площу 15,64 км², з яких 15,49 км² — суходіл та 0,15 км² — водойми.

### Клімат
| Клімат : Сентервілл     | Клімат : Сентервілл | Клімат : Сентервілл | Клімат : Сентервілл | Клімат : Сентервілл | Клімат : Сентервілл | Клімат : Сентервілл | Клімат : Сентервілл | Клімат : Сентервілл | Клімат : Сентервілл | Клімат : Сентервілл | Клімат : Сентервілл | Клімат : Сентервілл | Клімат : Сентервілл |
| Показник                | Січ.                | Лют.                | Бер.                | Квіт.               | Трав.               | Черв.               | Лип.                | Серп.               | Вер.                | Жовт.               | Лист.               | Груд.               | Рік                 |
| Абсолютний максимум, °C | 16,7                | 22,2                | 26,1                | 30,0                | 35,6                | 38,9                | 41,1                | 38,9                | 37,2                | 32,2                | 25,0                | 26,1                | 41,1                |
| Середній максимум, °C   | 3,2                 | 6,2                 | 11,3                | 17,1                | 22,7                | 28,0                | 33,1                | 31,7                | 26,2                | 19,0                | 10,4                | 4,5                 | 17,8                |
| Середня температура, °C | −1,9                | 0,8                 | 5,1                 | 9,9                 | 14,7                | 19,2                | 23,8                | 22,7                | 17,3                | 11,1                | 4,2                 | −0,5                | 10,6                |
| Середній мінімум, °C    | −7,2                | −4,6                | −1,2                | 2,8                 | 6,7                 | 10,4                | 14,6                | 13,6                | 8,4                 | 3,3                 | −2                  | −5,5                | 3,3                 |
| Абсолютний мінімум, °C  | −28,9               | −28,9               | −17,2               | −11,1               | −3,3                | −1,1                | 2,2                 | 2,2                 | −5                  | −8,9                | −22,2               | −26,7               | −28,9               |
| Норма опадів, мм        | 56                  | 53                  | 56                  | 58                  | 56                  | 28                  | 13                  | 28                  | 25                  | 41                  | 46                  | 48                  | 508                 |
| Днів з дощем            | 9                   | 9                   | 9                   | 8                   | 8                   | 4                   | 3                   | 4                   | 4                   | 5                   | 7                   | 9                   | 79,0                |
| Днів зі снігом          | 5,6                 | 3,3                 | 1,6                 | ,6                  | 0                   | 0                   | 0                   | 0                   | 0                   | ,1                  | 2                   | 4,3                 | 17,5                |
| ----------------------- | ------------------- | ------------------- | ------------------- | ------------------- | ------------------- | ------------------- | ------------------- | ------------------- | ------------------- | ------------------- | ------------------- | ------------------- | ------------------- |
| Джерело:                |                     |                     |                     |                     |                     |                     |                     |                     |                     |                     |                     |                     |                     |

## Демографія
Згідно з переписом 2010 року, у місті мешкало 15 335 осіб у 4881 домогосподарстві у складі 3960 родин. Густота населення становила 980 осіб/км².  Було 5050 помешкань (323/км²).
Расовий склад населення:
| - 95,1 % — білих - 1,2 % — азіатів - 0,4 % — чорних або афроамериканців - 0,3 % — корінних американців - 0,2 % — вихідців з тихоокеанських островів - 1,0 % — осіб інших рас |

До двох чи більше рас належало 1,9 %. Частка іспаномовних становила 3,7 % від усіх жителів.
За віковим діапазоном населення розподілялося таким чином: 30,5 % — особи молодші 18 років, 57,9 % — особи у віці 18—64 років, 11,6 % — особи у віці 65 років та старші. Медіана віку мешканця становила 33,7 року. На 100 осіб жіночої статі у місті припадало 96,4 чоловіків;  на 100 жінок у віці від 18 років та старших — 91,3 чоловіків також старших 18 років.
Середній дохід на одне домашнє господарство  становив 93 047 доларів США (медіана — 78 438), а середній дохід на одну сім'ю — 106 333 долари (медіана — 88 269). Медіана доходів становила 70 113 долари для чоловіків та 40 820 доларів для жінок. За межею бідності перебувало 4,5 % осіб, у тому числі 2,9 % дітей у віці до 18 років та 4,8 % осіб у віці 65 років та старших.
Цивільне працевлаштоване населення становило 7689 осіб. Основні галузі зайнятості: освіта, охорона здоров'я та соціальна допомога — 23,8 %, науковці, спеціалісти, менеджери — 12,9 %, роздрібна торгівля — 12,8 %.